# Bataille de Porto-Longo

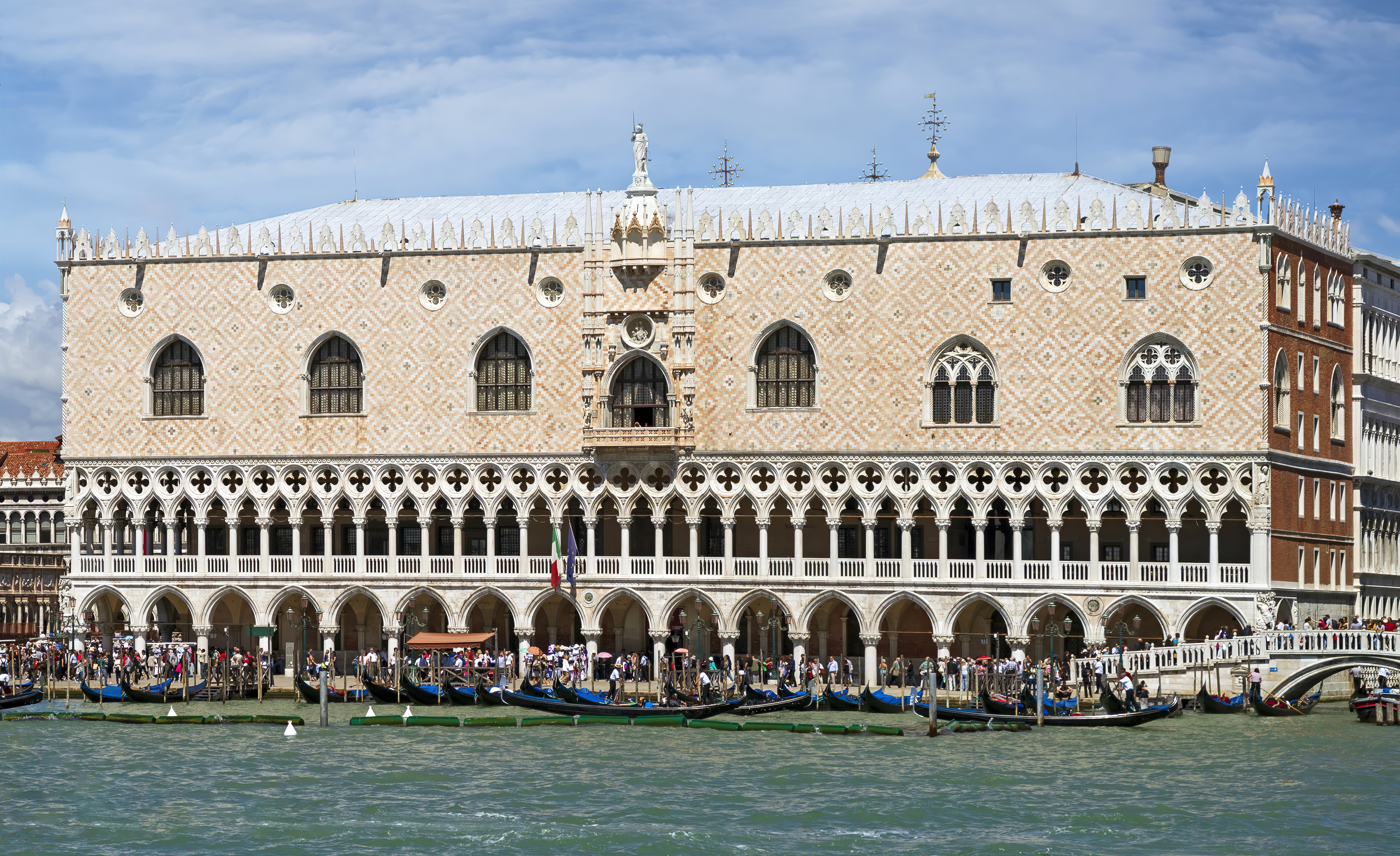
Palais des Doges face à la lagune.

La bataille navale de Porto-Longo, encore appelée bataille de Sapienza est une victoire génoise sur Venise survenue le 3 novembre 1354 lors de la troisième guerre vénéto-génoise (1350-1355). La flotte vénitienne commandée par Niccolò Pisani est capturée par les Génois de Paganino Doria près de Modon.

## Contexte
En 1350, les Génois prétendent interdire aux Vénitiens la navigation sur la mer Noire, déclenchant les guerres de Caffa entre les deux républiques maritimes. Les Vénitiens, malgré l'alliance des Aragonais et de l'empereur Jean VI Cantacuzène, perdent la bataille de Gallipoli, et Constantinople, menacée par les vainqueurs, ferme ses ports aux vaincus (1352). Ce revers et cette défection n'empêchent pas le pavillon vénitien de tenir la mer, et les Génois sont battus à leur tour à la Loiera ou Alghero, devant Cagliari, où ils perdent quarante-une galères le 29 août 1353. 
En 1354, après leur défaite de la Loiera, les Génois choisissent comme amiral Paganino Doria qui a remporté deux ans auparavant la victoire du Bosphore et lui confient trente-trois galères. Les Vénitiens, de leur côté, en arment trente-cinq, toujours sous la conduite de Niccolo Pisani. Tandis que ce dernier seconde les opérations des Aragonais sur la Sardaigne, où Pierre le Cérémonieux avait envoyé une armée considérable, Doria entre en mer Adriatique et prend plusieurs vaisseaux marchands et quelques galères revenant de Candie ; il ravage les côtes de l'Istrie. Le 11 août, il s'empare de la ville de Parenzo et la brûle. Les Vénitiens, effrayés de l'approche des Génois, envoient à Niccolò Pisani l'ordre de revenir défendre sa patrie. Ils ferment d'une chaîne l'entrée de leur port et se préparent à résister en cas d'attaque. Le doge  Andrea Dandolo serait mort de chagrin à l'approche des Génois le 7 septembre 1354 et remplacé par Marino Faliero.

## Bataille
Doria, au lieu d'attendre dans le golfe le retour de la flotte vénitienne, fait voile vers la Grèce ; Pisani, averti de la route qu'il avait prise, se dirige vers les mêmes mers. Les deux amiraux se cherchent dans l'Archipel, sans se rencontrer. Pisani entre enfin dans le mouillage de Porto-Longo, sur l'île de Sapienza qui ferme la baie de Modon, pour reposer ses équipages et réparer ses vaisseaux. Il partage sa flotte en deux parties, pour que l'une fasse la garde, tandis que l'autre se ravitaillait. Il se place à l'entrée du port, avec six grands vaisseaux, et vingt galères qu'il enchaîne les unes aux autres. Pendant ce temps, Morosini, son contre-amiral, avec quinze galères et vingt spéronates ou barques armées, a mis la proue en terre, au fond du port, qui est fort éloigné de son ouverture.
Lorsque Paganino Doria apprit où étaient ses ennemis, il vient leur offrir la bataille, le 3 novembre 1354, devant l'entrée du canal de Porto-Longo ; et ses équipages cherchent vainement, par mille provocations, à engager Pisani à l'accepter. Celui-ci, avec ses galères embossées, demeure immobile, dédaignant les insultes des Génois, et attendant sa propre commodité pour combattre. Enfin, Jean Doria, neveu de l'amiral, avec une méprisante hardiesse, passe entre la flotte vénitienne et le rivage, et entre dans le port. Pisani le laisse faire, persuadé que ce jeune homme, placé entre sa ligne et celle de Morosini, ne pourrait plus lui échapper. Il laissa passer de même douze galères qui suivirent l'une après l'autre le jeune Doria. Ces treize vaisseaux, s'avançant vers l'autre extrémité du port, attaquent impétueusement la division de Morosini. Les navires, appuyés au rivage, n'en étaient que plus faciles à défendre ; mais les Vénitiens, surpris d'être attaqués dans un lieu où ils croyaient n'avoir rien à craindre, ne font qu'une faible résistance. Beaucoup de matelots, dans le premier effroi, se jettent à la mer pour gagner le rivage, plusieurs se noient, et toute cette division de la flotte tombe au pouvoir des Génois. Le jeune Doria revient alors attaquer par derrière la ligne qui défendait l'entrée du port, tandis que son oncle l'attaque par devant : il pousse sur elle deux des vaisseaux qu'il vient de prendre, auxquels il a mis le feu, pour incendier toute la flotte ; il cause aux Vénitiens un si grand effroi, qu'ils se rendent tous sans combattre davantage. Ils avaient déjà perdu quatre mille hommes dans le port ou sur le rivage. Doria revient en triomphe à Gênes, conduisant avec lui l'amiral vénitien, avec toute sa flotte et cinq mille huit cent soixante-dix prisonniers. 

## Conséquences
La victoire est suivie d'un armistice signé le 15 janvier 1355 puis d'un traité de paix signé à Milan le 1er juin suivant. Les Vénitiens payent les frais de la guerre et renoncent à fréquenter les ports de la mer Noire, sous la réserve d'un comptoir à Caffa.

## Sources
- Histoire des républiques italiennes du Moyen Âge, par Jean-Charles-Léonard Simonde Sismondi Publié par Société Typographique Belge Ad. Wahlen, 1838
- Précis de l'histoire et de la géographie du Moyen Âge, de Ovide Chrysanthe Desmichels